# Huequén
Huequén es una localidad chilena que pertenece a la comuna de Angol (en la Provincia de Malleco y Región de la Araucanía). Está ubicada en la entrada a la ciudad de Angol por Ruta CH-180 (Ruta Nahuelbuta). Tiene más de 5.000 habitantes aproximadamente, y su nombre significa en mapudungún "Llama y tigre".
Antiguamente, Huequén era una sector aparte al poblado de Angol que con el crecimiento urbano de la ciudad se llegaron a unir estas dos localidades logrando así una especie de  conurbación haciendo de ella una sola ciudad. Fue la 2ª subdelegación del Departamento de Angol.

## Edificios importantes
La localidad dependiente de la comuna de Angol cuenta con una escuela, Escuela Villa Huequén y un CESFAM (Centro de Salud Familiar), con el mismo nombre de la localidad.

## Consolidación
El sector urbano de Huequén es conformado por un conjunto de villas y barrios, entre ellos están:
- Villa Huequén
- Población 21 de Mayo
- Villa La Pradera
- Villa Millaray
- Población el Vergel
- Barrio Industrial
- Villa Emaús
- Villa Las Naciones
- Villa Florencia
- Los Rododendros
- Villa Cordillera
- Eje dillman Bullock - Bernardo O'Higgins (Hasta Tranversal Isabel Riquelme)

En sectores rurales encontramos:
- El recreo
- Itraque
- Reducción Huequén
- Los Confines Norte y Sur
- El vergel
- Buenos Aires
- Entre Otros.

- Datos: Q16576471